# Dreiherrnspitze
Die Dreiherrnspitze (auch Dreiherrenspitze; italienisch Picco dei Tre Signori) ist ein 3499 m ü. A. hoher Berg im westlichen Tauernhauptkamm. Sie befindet sich in der Venedigergruppe, einem Teil der Hohen Tauern, genau auf der seit 1920 bestehenden Staatsgrenze zwischen Österreich und Italien. Am Gipfel treffen die Bundesländer Salzburg und Tirol (Osttirol) sowie die Autonome Provinz Bozen – Südtirol aufeinander. Die auf österreichischer Seite abfallenden Flanken gehören zum Nationalpark Hohe Tauern, die Südtiroler Anteile des Bergs sind im Naturpark Rieserferner-Ahrn unter Schutz gestellt.
Im 16. Jahrhundert wurde der Gipfel auch Dreyerherrenspitz, bis 1873 auch Dreiländer genannt, weil an dieser Stelle die Herrschaftsgebiete der Grafen von Tirol, der Grafen von Görz, sowie der Fürstbischöfe von Salzburg aneinanderstießen. An der Dreiherrnspitze zweigt nach Südwesten der Rosshufkamm ab. Sie hat einen östlichen Hauptgipfel und einen Westgipfel mit 3418 Metern Höhe. Über beide Vermessungspunkte verläuft auf dem Verbindungsgrat die Grenze. Nach Nordosten besitzt der Berg eine teilweise vereiste, 450 Meter hohe und über 60° geneigte Nordostwand.
Die erste gesicherte Besteigung der Dreiherrnspitze wurde am 2. November 1866 durch den Bergführer Balthasar Ploner mit Michael Dorer und Isidor Feldner durchgeführt. Es gibt sowohl von der Osttiroler als auch von der Südtiroler Seite einen Normalweg, allerdings sind alle Anstiege recht lang. Die anderen Routen über Grate und Wände sind zudem nur mit alpiner Kletterei zu bezwingen.

## Lage

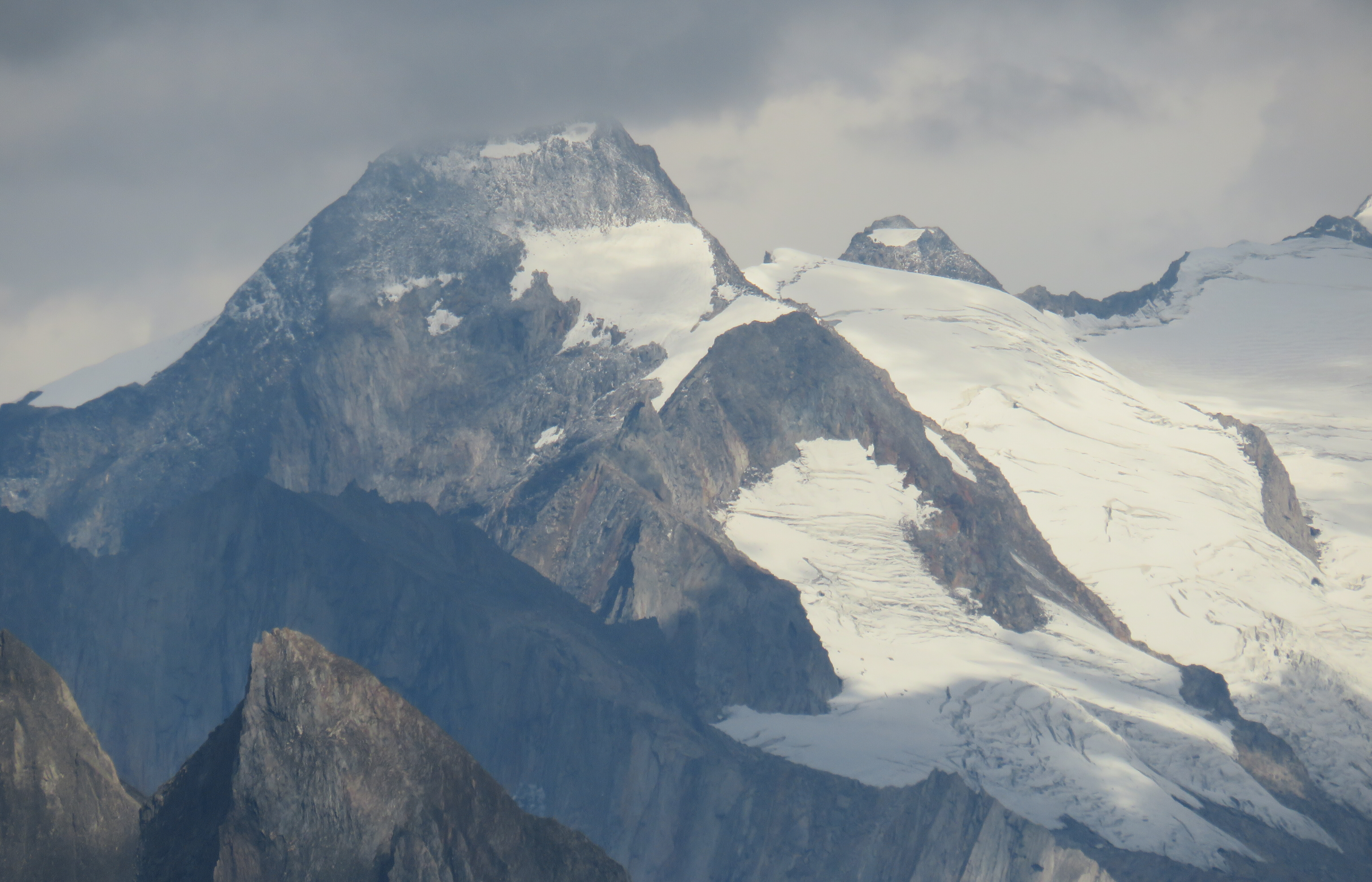
Dreiherrnspitze, Umbalköpfl, Westliche Simonyspitze (von links nach rechts), Althauskees (mittig) und Umbalkees (rechts)

Der Berg ist rundum von Gletschern umgeben. Im Norden, am Fuße der Nordostwand, erstreckt sich das spaltenreiche und durch Eisbrüche stark zerklüftete Krimmler Kees. Im Osten und Süden liegt das bis auf eine Höhe von 3400 Meter reichende Umbalkees, im Westen schließlich das bis in die Gipfelregion hinaufragende Lahner Kees. Benachbarte Berge sind im Verlauf des ausgeprägten Ostgrats das 600 Meter entfernte Umbalköpfl mit 3426 m Höhe und weitere 1000 Meter östlich die 3481 m hohe Westliche Simonyspitze, die nach dem österreichischen Alpenforscher und Geografen Friedrich Simony benannt ist. Im Verlauf des südwestlich gelegenen Rosshufkamms liegt in etwa 2200 Metern Entfernung der Hohe Rosshuf mit 3199 m. Im weiteren Verlauf des sich in nordwestlicher Richtung anschließenden Tauernhauptkamms liegt noch der Grasleitenkopf (2954 m). Die nächsten bedeutenden Siedlungen sind im südwestlich gelegenen Südtiroler Ahrntal das Dorf Kasern in neun Kilometern Luftlinie. Ebenfalls 9 km entfernt liegt in südöstlicher Richtung das österreichische Hinterbichl bei Prägraten im Virgental.

## Hydrologie
Passend zum Namen ist die Dreiherrnspitze nicht nur ein Dreiländereck, sondern auch ein Wasserscheidepunkt. Von hier fließt das Wasser in drei verschiedene Flusssysteme: Nach Norden über die Salzach zum Inn, nach Südosten über die Isel zur Drau und nach Westen über Ahr und Rienz zur Etsch. Inn und Drau gehen mit der Donau zum Schwarzen Meer, die Etsch zum Mittelmeer. Der Alpenhauptkamm und die Donau-Etsch-Wasserscheide verlaufen vom Monte Forcola über den Reschenpass und den Brenner zur Dreiherrnspitze, von dort bis nach Wien wird der Alpenhauptkamm, der Nord- und Südabdachung der Alpen trennt, beidseitig zur Donau entwässert. Dieser Grat verläuft entlang der Drau-Inn-Wasserscheide bis zum Faulkogel. Die Drau-Etsch-Wasserscheide verläuft dann ab der Dreiherrnspitze nach Süden über den Toblacher Sattel bis zum Paternkofel (Naturpark Drei Zinnen).

## Besteigungsgeschichte

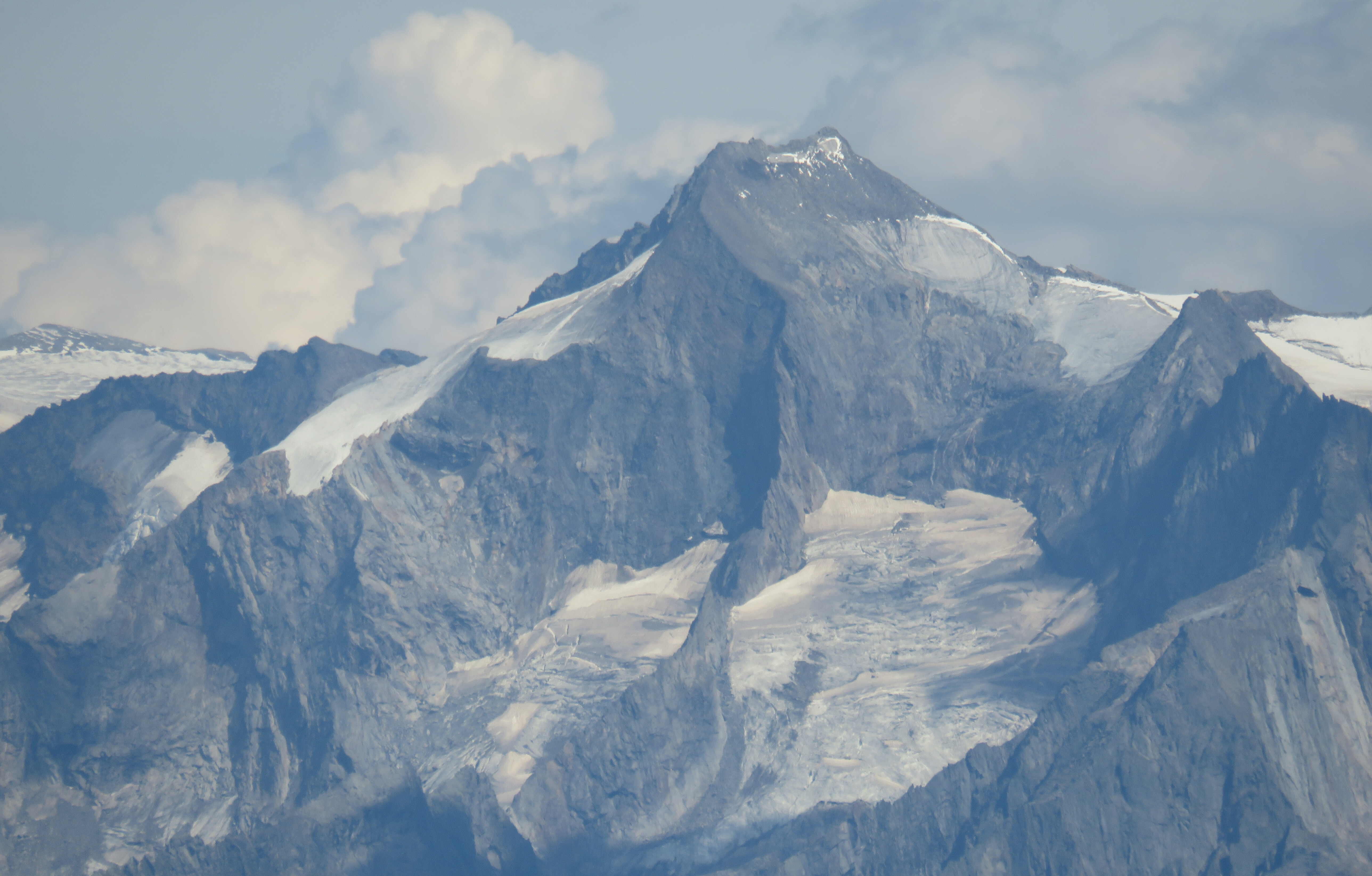
Dreiherrnspitze von Westen mit Normalweg von der Birnlückenhütte, vorn mittig die Lahnerschneid, links davon Prettaukees, rechts davon Äußeres Lahnerkees, links oben Krimmler Kees, rechts oben das Althauskees

Fragwürdigen Angaben zufolge würde die Dreiherrnspitze bereits 1861 im Rahmen der Landesvermessung durch die Brüder Berger aus Prägraten am Großvenediger bestiegen. Für eine Besteigung am 2. November 1866 durch den Bergführer Balthasar Ploner mit Michael Dorer und Isidor Feldner liegen dagegen eindeutige Dokumente vor. Ihr Weg führte von Südwesten über den nur schwach geneigten und daher auch vergleichsweise leicht begehbaren Südwestrücken, ab dem ihre Route dem heutigen Normalweg von Osttirol aus entsprach.
Über den ausgesetzten Ostgrat erreichten erstmals Thomas Maischberger und Paul Gelmo im August 1902 den Gipfel. Die Nordwestwand wurde das erste Mal am 22. Juli 1905 von K. Jaschke bezwungen. Eine weitere bedeutende Erstbegehung an der Dreiherrnspitze war am 25. August 1926 die Durchsteigung der Nordostwand durch A. Hein und Karl Schreiner. Der Nordostpfeiler wurde wenige Jahre später, am 19. Juni 1931, durch Hubert Peterka und Fritz Proksch erstmals bezwungen. Am 17. September 1947 gelang Sepp Brunhuber und W. Schneider die Besteigung über die Nordostverscheidung, wobei im Fels Kletterschwierigkeiten bis UIAA 5+ geklettert werden mussten. Am 9. und 25. August 2012 schafften Günther Ausserhofer und Thomas Gasteiger die Erstbesteigung der Dreiherrnspitze über den Westgrat, über die sogenannte Lahner Schneide, wobei Kletterschwierigkeiten bis UIAA 6+ zu bewältigen waren.

## Stützpunkte und Besteigung
Da die Dreiherrnspitze alle Nachbarberge deutlich überragt, ist sie seit der zweiten Hälfte des 19. Jahrhunderts ein beliebter Aussichtspunkt für Touristen. Stützpunkt in den 1860er Jahren war eine primitiv eingerichtete Almhütte im obersten Umbaltal. Seit 1872 besteht die Clarahütte auf 2036 m Höhe, von der aus bis heute Touren auf die Dreiherrnspitze unternommen werden. Von der Südtiroler Seite gibt es mit der Birnlückenhütte und der Lenkjöchlhütte heute zwei weitere Hütten, die als Stützpunkt bei der Besteigung des Gipfels dienen können.

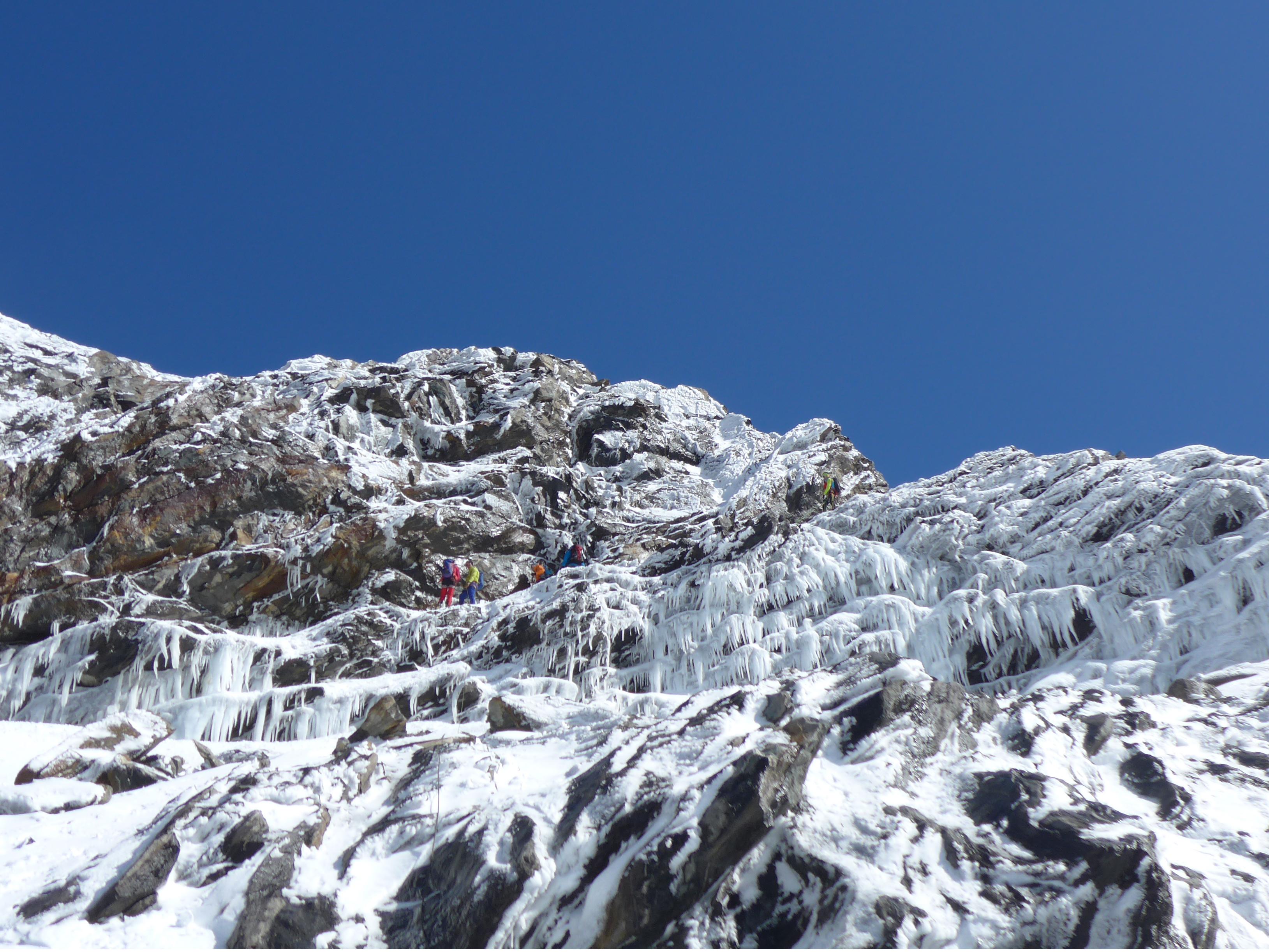
Eisige Felsen am Lahner Kees

Alle Routen auf den Gipfel werden als gletscherüberschreitende Hochtouren begangen, die entsprechende Ausrüstung und Erfahrung verlangen. Der heutige Normalweg von Südtirol führt von der Lenkjöchlhütte zunächst auf markierten Wegen mit wenig Höhengewinn zum Hinteren Umballtörl (2849 m), wobei eine kurze versicherte Felspassage zu überwinden ist. Vom Joch geht es weiter in nordöstlicher Richtung, den südöstlichen Blockhang des Hohen Rosshuf querend, hinab auf den Althauskees, den westlichen Ausläufer des Umbalkees. Auf diesem gelangt man in einer langen, leicht ansteigenden Querung zu einem markanten Felspfeiler, den man östlich umgeht, zu einem steilen Firnhang, über den man einen flacheren Gletscherrücken erreicht. Von dort geht es wieder steil über den Südwestgrat zu den Gipfelfelsen und über diese auf den Gipfel. Für den Anstieg von der Lenkjöchlhütte werden 4 bis 5 Stunden angegeben. Der Anstieg von der Birnlückenhütte führt über die Lahnerscharte und das Lahnerkees aufwärts zu dem flacheren Gletscherrücken und von dort übereinstimmend mit der Route von der Lenkjöchlhütte über den Südwestgrat auf den Gipfel. Da bei der Route über das Lahnerkees eine steile, oft vereise Felsstelle zu überwinden ist, wird diese meist im Abstieg begangen, wobei über diese Felsstelle abgeseilt werden kann. Der leichteste Anstieg von Osttirol führt von der Clarahütte aus in nördlicher Richtung hinauf zum Umbalkees, dann über den Gletscher bis zum Südwestrücken und über diesen zum Gipfel in, laut Literatur, einer Gehzeit von 3½ bis 4 Stunden.
Anspruchsvolle Kletterei bietet die Nordostwand der Dreiherrnspitze. Durch diese Wand gibt es Routen in den Schwierigkeitsgraden UIAA III bis V+. Die Routen durch die Nordostwand sind jedoch stark steinschlaggefährdet und werden daher nur selten begangen.